# Sabine Glesner
Sabine Anne Maria Glesner (* 1971) ist eine deutsche Informatikerin und Hochschullehrerin. Sie leitet das Fachgebiet Software and Embedded Systems Engineering am Institut für Softwaretechnik und Theoretische Informatik innerhalb der Fakultät Elektrotechnik und Informatik der Technischen Universität Berlin.

## Werdegang
Glesner studierte Computer Science an der University of California, Berkeley und schloss das Studium 1994 als M.Sc. ab. 1996 wurde ihr an der TH Darmstadt der Hochschulgrad Diplom-Informatiker mit dem Prädikat „mit Auszeichnung bestanden“ verliehen. 1999 wurde sie mit einer Dissertation zum Thema „Natürliche Semantik für imperative und objektorientierte Programmiersprachen“ bei Gerhard Goos an der Universität Karlsruhe (TH) „mit Auszeichnung“ zum Dr. rer. nat. promoviert. 2005 erwarb sie – ebenfalls bei Gerhard Goos – mit einer Habilitationsschrift zum Thema „Verification of Optimizing Compilers“ an der Universität Karlsruhe (TH) die Venia Legendi. Bereits vor Abschluss ihrer Habilitation erhielt sie den Ruf als W 2 Professorin an die TU Berlin. Ein weiterer Ruf an die Universität Rostock auf eine Professur für Theorie der Programmiersprachen und Programmierung folgte im Sommer 2005. Nachdem Glesner den Ruf nach Berlin annahm und den nach Rostock ablehnte, wechselten ihre Arbeitsgruppe und ihr vom Emmy-Noether-Programm gefördertes Projekt „Verifikation und Optimierung bei der Übersetzung höherer Programmiersprachen“ Anfang Oktober 2005 an die TU Berlin.
Die Forschungsschwerpunkte von Glesner liegen in den Bereichen Qualitätssicherung und Software-Engineering für eingebettete Systeme sowie Entwurf und Synthese eingebetteter Systeme.
Glesner ist Chefredakteurin der bei Springer verlegten Fachzeitschrift Computer Science – Research and Development.

## Auszeichnungen
- Forschungsförderung mit dem DFG „Aktionsplan Informatik“ (als Teil des Emmy-Noether-Programms) seit 2004, Titel des geförderten Projekts: „Verifikation und Optimierung bei der Übersetzung höherer Programmiersprachen“.[1]
- seit 2010 Mitglied von AcademiaNet[3]
- Forschung zu „Correct and Optimizing Compilers for Modern Processor Architectures“ gefördert mit 69.000 € über das „Eliteförderprogramm für Postdoktoranden der Landesstiftung Baden-Württemberg“[4]
- Mitgliedschaft im „Margarete von Wrangell-Habilitationsprogramm“[5]
- Preis des Fördervereins des FZI Forschungszentrum Informatik für eine der beiden besten Dissertationen im Jahr 1999 an der Fakultät für Informatik der Universität Karlsruhe (TH)
- Fulbright Grant (August 1993 – Dezember 1994)
- Stipendium der Studienstiftung des deutschen Volkes (1991–1996)
- Mitglied des Siemens Internationaler Studentenkreis / Doktorandenkreis

## Publikationen (Auszug)
Von 1995 bis 2017 wurden über 100 Zeitschriften-, Buch- und Konferenzbeiträge veröffentlicht, die von Glesner im Rahmen ihrer wissenschaftlichen Tätigkeit verfasst wurden bzw. an denen sie wesentlich beteiligt war.
- S. Glesner, W. Zimmermann: Natural Semantics as a Static Program Analysis Framework. In: ACM Transactions on Programming Languages and Systems (TOPLAS). Band 26, Nr. 3, 2004, S. 510–577. doi:10.1145/982158.982161
- S. Glesner: Finite Integer Computations: An Algebraic Foundation for Their Correctness. In: Formal Aspects of Computing. Band 18, Nr. 2, 2006, S. 244–262. doi:10.1007/s00165-006-0090-4
- P. Herber, M. Pockrandt, S. Glesner: Automated conformance evaluation of SystemC designs using timed automata. In: European Test Symposium 2010, IEEE Computer Society. 2010, S. 188–193. doi:10.1109/ETSYM.2010.5512761